# Liste des vizirs fatimides d'Égypte
| Début       | Fin  | Vizir | Notes                                                                      | Calife fatimide                            |
| ----------- | ---- | --- | -------------------------------------------------------------------------- | ------------------------------------------ |
| 978         | 983  | Yaqub ibn Killis | juif converti                                                              | 975-996 : Abû Mansûr Nizâr al-‘Azîz Billâh |
| 983         | 984  | Jabr ibn al-Qāsim |                                                                            | 975-996 : Abû Mansûr Nizâr al-‘Azîz Billâh |
| 984         | 990  | Yaqub ibn Killis | rétabli                                                                    | 975-996 : Abû Mansûr Nizâr al-‘Azîz Billâh |
| 990         | 991  | Abû'l-Hasan ibn 'Umar al-'Addas |                                                                            | 975-996 : Abû Mansûr Nizâr al-‘Azîz Billâh |
| 992         | 993  | Ja'far ibn al-Furat (en) | ancien vizir d'Égypte avant la conquête fatimide                           | 975-996 : Abû Mansûr Nizâr al-‘Azîz Billâh |
| 993         | 996  | Îsa ibn Nastûrus ibn Sûrus |                                                                            | 975-996 : Abû Mansûr Nizâr al-‘Azîz Billâh |
| 996         | 997  | Al-Hasan ibn Ammar (en) |                                                                            | 996-1021 : Al-Hâkim                        |
| 997         | 999  | Barjawan (en) |                                                                            | 996-1021 : Al-Hâkim                        |
| 999         | 1002 | al-Husayn ibn Jawhar Fahd ibn Ibrâhîm | sont tous deux co-vizir                                                    | 996-1021 : Al-Hâkim                        |
| 1010        | 1012 | Zar'ah ibn Nastûrus |                                                                            | 996-1021 : Al-Hâkim                        |
| 1012        | 1014 | al-Hussayn ibn Tâhir al-Wazzân |                                                                            | 996-1021 : Al-Hâkim                        |
| 1014        | 1014 | Al-Hasan ibn Abi al-Sayyid Abd al-Raham ibn Abi al-Sayyid | frères, gouvernent de concert ; assassiné                                  | 996-1021 : Al-Hâkim                        |
| 1014        | 1014 | Abu'l-Abbas ibn al-Furat (en) |                                                                            | 996-1021 : Al-Hâkim                        |
| 1014        | 1014 | Abû al-Hasan Alî ibn Ja'far ibn Falâh |                                                                            | 996-1021 : Al-Hâkim                        |
| 1014        | 1018 | Sa'îd ibn Îsa ibn Nastûrus |                                                                            | 996-1021 : Al-Hâkim                        |
| 1018        | 1019 | al-Mas'ûd ibn Tâhir al-Wazzân |                                                                            | 996-1021 : Al-Hâkim                        |
| 1020        | 1020 | Abû-al-Hussayn 'Ammar ibn Muhammad |                                                                            | 996-1021 : Al-Hâkim                        |
| 1022        | 1022 | Mûsa ibn al-Hasan |                                                                            | 1021-1036 : ‘Alî az-Zâhir                  |
| 1023        | 1024 | al-Mas'ûd ibn Tâhir al-Wazzân |                                                                            | 1021-1036 : ‘Alî az-Zâhir                  |
| 1027        | 1027 | Abû Muhammad al-Hasan ibn Sâlih al-Rûsbârî |                                                                            | 1021-1036 : ‘Alî az-Zâhir                  |
| 1027        | 1035 | Ali ibn Ahmad al-Jarjara'i (en) |                                                                            | 1021-1036 : ‘Alî az-Zâhir                  |
| 1044        | 1047 | Abû Mansûr Sadaqah ibn Yûsuf al-Falâhî |                                                                            | 1036-1094 : Al-Mustansîr bi-llâh           |
| 1048        | 1049 | Abu'l-Barakat al-Jarjara'i (en) | neveu d'Ali ibn Ahmad al-Jarjara'i, banni                                  | 1036-1094 : Al-Mustansîr bi-llâh           |
| 1049        | 1050 | Abu-al-Fadl Saîd ibn Masûd |                                                                            | 1036-1094 : Al-Mustansîr bi-llâh           |
| 1050        | 1058 | Abu Muhammad al-Yazuri (en) |                                                                            | 1036-1094 : Al-Mustansîr bi-llâh           |
| 1058        | 1058 | Abu'l-Faraj 'Abdallâh ibn Muhammad al-Bâbilî |                                                                            | 1036-1094 : Al-Mustansîr bi-llâh           |
| 1058        | 1060 | Abu'l-Faraj Muhammad ibn Ja'far al-Maghribî |                                                                            | 1036-1094 : Al-Mustansîr bi-llâh           |
| 1060        | 1060 | Abu'l-Faraj 'Abdallâh ibn Muhammad al-Bâbilî | de nouveau                                                                 | 1036-1094 : Al-Mustansîr bi-llâh           |
| 1061        | 1061 | 'Abdallâh ibn Yahyâ ibn Mudabbir |                                                                            | 1036-1094 : Al-Mustansîr bi-llâh           |
| 1061        | 1062 | 'Abd al-Karîm ibn 'Abd al-Hakam |                                                                            | 1036-1094 : Al-Mustansîr bi-llâh           |
| 1062        | 1062 | plusieurs vizir durant l'année (ordre incertain) : - Abû 'Alî Ahmad ibn 'Abd al-Hakîm ibn Sa'îd - Abû 'Abdallâh al Husayn ibn Sadîd - Abu'l-Faraj 'Abdallâh ibn Muhammad al-Bâbilî, de nouveau                                                                           |                                                                            | 1036-1094 : Al-Mustansîr bi-llâh           |
| 1063        | 1063 | plusieurs vizir durant l'année (ordre incertain) : - 'Abdallâh ibn Yahyâ ibn Mudabbir, de nouveau - Abû Ahmad ibn 'Abd al-Karîm ibn 'Abd al-Karîm - Abû Ghâlib 'Abd al-Zahîr ibn Fadl ibn al-Ajamî - al-Hasan ibn Kudaynah (fut cinq fois vizir entre 1063 et 1073)      |                                                                            | 1036-1094 : Al-Mustansîr bi-llâh           |
| 1064        | 1064 | plusieurs vizir durant l'année (ordre incertain) : - Hàssan ibn Abi-Sad, fils de Abu-Sad at-Tustarí - Abû Ghâlib 'Abd al-Zahîr ibn Fadl ibn al-Ajamî - Abû l-Makarim al-Mucharraf ibn As'ad al-Bâbilî - Abû-'Alî al-Hasan ibn Abî-Sa'd Ibrâhîm ibn Sahl al-Tustarî       |                                                                            | 1036-1094 : Al-Mustansîr bi-llâh           |
| 1065        | 1065 | plusieurs vizir durant l'année (ordre incertain) : - Abû l-Makarim al-Mucharraf ibn As'ad al-Bâbilî - Abû al-Qâsim Hibat Allah ibn Muhammad al-Ra'yânî - Abû al-Hasan 'Ali ibn al-Anbârî - Abû-'Alî al-Hasan 'Ali ibn Sadîd al-Dawlah - Abû-Suhjâ Muhammad ibn al-Ashraf |                                                                            | 1036-1094 : Al-Mustansîr bi-llâh           |
| 1066        | 1066 | plusieurs vizir durant l'année (ordre incertain) : - Abû-l-Hasan Tâhir ibn Wazîr - Abû-'Abdallâh Muhammad ibn Abî-Hâmid - Abû-Sa'd Mansûr ibn Zunbur |                                                                            | 1036-1094 : Al-Mustansîr bi-llâh           |
| 1066        | 1073 | Abû'l-'Alâ 'Abd al-Ghanî ibn Nasr ibn Sa'îd al-Dayf |                                                                            | 1036-1094 : Al-Mustansîr bi-llâh           |
| 1074        | 1094 | Badr al-Djamali | général arménien                                                           | 1036-1094 : Al-Mustansîr bi-llâh           |
| 1094        | 1121 | Al-Afdal Shâhânshâh | fils du précédent, assassiné                                               | 1094-1101 : Al-Musta‘lî                    |
| 1094        | 1121 | Al-Afdal Shâhânshâh | fils du précédent, assassiné                                               | 1101-1130 : Al-Amir bi-Ahkâm Allâh         |
| 1121        | 1128 | Al-Mamun al-Batahi | exécuté                                                                    |                                            |
| 1129        | 1131 | Abû-'Alî Ahmad ibn al-Sayyid al-Ajall al-Afdal Shâhinshâh Amîr al-Juyûsh |                                                                            |                                            |
| 1129        | 1131 | Abû-'Alî Ahmad ibn al-Sayyid al-Ajall al-Afdal Shâhinshâh Amîr al-Juyûsh | 1130-1149 : ‘Abd al-Majîd al-Hâfiz                                         |                                            |
| 1131        | 1131 | Yanis ibn Taghribirdi (ca) |                                                                            |                                            |
| 1135        | 1137 | Vahram |                                                                            |                                            |
| 1136        | 1139 | Radwân ibn al-Walakhshî |                                                                            |                                            |
| (1145) 1149 | 1149 | Ibn Masal (en) | général, vizir de facto depuis 1145 et officiellement en 1149              |                                            |
| (1145) 1149 | 1149 | Ibn Masal (en) | général, vizir de facto depuis 1145 et officiellement en 1149              | 1149-1154 : Az-Zâfir                       |
| 1149        | 1153 | al-’Adil ibn-Sallâr (en) | préfet d’Alexandrie, assassiné                                             |                                            |
| 1153        | 1154 | ’Abbâs ibn-Abu’l Futûh (ca) | assassiné                                                                  |                                            |
| 1154        | 1161 | Talâ’i ibn Razzîk (en) | assassiné                                                                  | 1154-1160 : Al-Fâ’iz                       |
| 1154        | 1161 | Talâ’i ibn Razzîk (en) | assassiné                                                                  | 1160-1171 : Al-‘Adîd                       |
| 1161        | 1162 | Razzîk ibn Talâ’i | fils du précédent, assassiné                                               |                                            |
| 1162        | 1163 | Shawar | renversé                                                                   |                                            |
| 1163        | 1164 | Dirghâm | tué                                                                        |                                            |
| 1164        | 1169 | Shawar | restauré, puis exécuté                                                     |                                            |
| 1169        | 1169 | Shirkuh | général zengide                                                            |                                            |
| 1169        | 1171 | Saladin | neveu du précédent, met fin au califat fatimide et devient sultan d'Égypte |                                            |